# Eupithecia tenebrosaria
Eupithecia tenebrosaria là một loài bướm đêm trong họ Geometridae.